# بورس نفت ایران
بورس نفت ایران (به انگلیسی: Iranian oil bourse) نام بازاری است که قرار بود با کمک وزارت نفت در جزیره کیش و با هدف تأثیرگذاری بر روند تعیین قیمت نفت خام در جهان و ایجاد مرجعیت قیمتی در حوزه نفت خام مانند بورس‌های نیویورک و لندن فعالیت نماید که به‌دلیل مشکلات فنی، این پروژه به سرانجام نرسید و بورس نفت هیچگاه در ایران راه‌اندازی نشد.